# Лихолетки
Лихолетки (укр. Лихолітки) — село в Козелецком районе Черниговской области Украины. Население 855 человек. Занимает площадь 1,982 км².
Код КОАТУУ: 7422085101. Почтовый индекс: 17003. Телефонный код: +380 4646.

## Власть
Орган местного самоуправления — Лихолетский сельский совет. Почтовый адрес: 17000, Черниговская обл., Козелецкий р-н, с. Лихолетки, ул. Пушкина, 2.